# 제501중전차대대
제501중전차대대(독일어: Schwere Panzer-Abteilung 501)는 제2차 세계 대전 당시 튀니지 전역에 참전 했다.
1943년 5월 12일 연합군에 항복하면서 해체되었지만 9월에는 다시 창설해 동부 전선에 참전 했다.

## 전투 서열
제501중전차대대
- 본부중대
  - 티거:01,02 3호전차:03,04,05,06,07
- 1중대
  - 1소대 티거:111,112 3호전차:113,114
  - 2소대 티거:121,122 3호전차:123,124
  - 3소대 티거:131,132 3호전차:133,134
  - 4소대 티거:141,142 3호전차:143,144
- 2중대
  - 1소대 티거:211,213 3호전차:212,214
  - 2소대 티거:221,223 3호전차:222,224
  - 3소대 티거:231,233 3호전차:232,234
  - 4소대 티거:241,143 3호전차:242,244

## 같이 보기
- 독일 중전차대대